# Казете (Ријети)
Казете је насеље у Италији у округу Ријети, региону Лацио.
Према процени из 2011. у насељу је живело 550 становника. Насеље се налази на надморској висини од 402 м.